# Myrlie Evers-Williams
Pour les articles homonymes, voir Evers et Williams.
Myrlie Louise Evers–Williams, née Beasley le 17 mars 1933 à Vicksburg, est une militante et journaliste afro-américaine engagée dans le mouvement afro-américain des droits civiques.
Elle a notamment œuvré plus de trois décennies pour obtenir justice pour le meurtre de son mari en 1963, le militant Medgar Evers. Engagée dans la National Association for the Advancement of Colored People (NAACP) et a publié plusieurs ouvrages sur des sujets liés aux droits civils et à l'héritage de son mari.
Le 21 janvier 2013, elle a notamment fait un discours lors de la seconde investiture de Barack Obama.
La maison qu'elle occupait avec son mari est désormais conservé comme le Medgar and Myrlie Evers Home National Monument.

## Biographie
Evers-Williams est née Myrlie Louise Beasley le 17 mars 1933, dans la maison de sa mère maternelle à Vicksburg, Mississippi. Elle était la fille de James Van Dyke Beasley, un livreur, et de Mildred Washington Beasley, qui avait 16 ans. Les parents de Myrlie se sont séparés alors qu’elle n’avait qu’un an; sa mère a quitté Vicksburg mais a décidé que Myrlie était trop jeune pour voyager avec elle. Comme sa grand-mère maternelle travaillait toute la journée en service, sans le temps d'élever un enfant, Myrlie a été élevée par sa grand-mère paternelle, Annie McCain Beasley, et une tante, Myrlie Beasley Polk. Les deux femmes étaient des institutrices respectées et elles l'ont inspirée à suivre leurs traces. Myrlie a fréquenté l'école Magnolia, a pris des cours de piano et a interprété des chansons, des pièces pour piano ou récité de la poésie à l'école, à l'église et dans les clubs locaux.
Myrlie est diplômée du Magnolia High School (Bowman High School) en 1950. Pendant ses années au lycée, Myrlie était également membre des Chansonettes, un groupe vocal de filles de la Mount Heroden Baptist Church de Vicksburg. En 1950, Myrlie s'inscrivit à Alcorn A&M College, l'un des rares collèges de l'État qui acceptait des étudiants afro-américains, en tant que major en éducation ayant l'intention de devenir mineur en musique. Myrlie est également membre de la sororité Delta Sigma Theta. Lors de son premier jour d'école, Myrlie a rencontré et est tombée amoureuse de Medgar Evers, un vétéran de la Seconde Guerre mondiale de huit ans son aîné. La réunion a changé ses plans d'université et le couple s'est marié plus tard la veille de Noël de 1951. Ils ont ensuite déménagé à Mound Bayou et ont eu trois enfants, Darrell Kenyatta, Reena Denise et James Van Dyke. À Mound Bayou, Myrlie a travaillé comme secrétaire à la Magnolia Mutual Life Insurance Company